# Circolo Canottieri Ortigia 1928
Il Circolo Canottieri Ortigia 1928 è una società sportiva di Siracusa che viene fondata il 15 aprile 1928 come circolo di canottaggio. Nel corso degli anni il club partecipa a nuove discipline, due delle quali riscuoteranno notevole successo: pallanuoto e pallamano.
Il colore sociale del club è il biancoverde. L'impianto sede delle gare casalinghe è la Piscina Paolo Caldarella, intitolato all'omonimo giocatore, (perno fisso dell'Ortigia e della nazionale italiana) che perì in un incidente stradale alle porte di Siracusa il 27 settembre 1993. Inoltre, nel 1979 al sodalizio biancoverde è stato conferito il premio Stella d'Oro al merito sportivo.
L'Ortigia è rappresentata sia in campo maschile che femminile. Il settore giovanile è stato da sempre il punto di forza del club, ottenendo ottimi risultati, che permettono a diversi atleti locali di intraprendere una brillante carriera agonistica. La maschile, sicuramente vanta più tradizione, essendo già dai primi anni ottanta approdata in serie A. È uno dei club con più partecipazioni in massima serie, ritagliandosi un ruolo importante nel panorama pallanuotistico. Nel 2020 è stato in assoluto il primo club siciliano a partecipare ai gironi di Champions League, piazzandosi tra le prime 12 squadre d’Europa. La femminile si è insediata in serie A nei primi anni duemila, raggiungendo subito ottimi risultati, disputando anche una finale scudetto contro le etnee dell'Orizzonte Catania nella stagione 2002-2003. Tra i trofei vinti dal club, 2 coppe COMEN maschili (2001-2002) e 2 coppe LEN femminili (2004-2005).

## Storia

### Maschile
Il circolo venne fondato da Alberto Scarselli assieme a Pippo D'Aquino, Ciccio Abela e Silvio Guido e cominciò ad occuparsi di canottaggio fino ad organizzare, nel 1951, il campionato italiano di jole da mare. Successivamente, a causa della mancata sostituzione delle imbarcazioni, l'attività remiera passò in secondo piano e si andò sviluppando il settore nuoto e pallanuoto. Nella seconda metà degli anni ottanta, e precisamente nel luglio 1987, avvenne la scissione e fu costituita la A.S.D. Canottieri Ortigia settore canottaggio.

L'ungherese Attila Sudár campione olimpico che indossò la calottina biancoverde stagione 1986-1987.

Fino ai primi anni settanta la squadra militò in serie minori. Poi l'avvento di Romolo Parodi, prima come giocatore e allenatore, successivamente come allenatore, cambiò radicalmente lo scenario. Nel giro di meno di dieci anni, puntando sui giovani - tra cui spiccavano Sandro Campagna, poi divenuto tecnico della nazionale ed il compianto Paolo Caldarella, entrambi vincitori di medaglia d'oro olimpica a Barcellona nel 1992, oltre a Sebastiano Di Caro e Peppe Cassia - Parodi portò la squadra fino alla serie A. In seguito ad incomprensioni con la società, Parodi venne sostituito con il suo vice, Tore Albo, che continuò l'ottimo lavoro. Negli anni ottanta vennero i migliori risultati: 4° nel 1983 e 1986. Nel decennio si alternarono stranieri del calibro di Gábor Csapó e Attila Sudár, entrambi campioni del mondo con la squadra ungherese. Parodi ritornò all'Ortigia nel 1984 e ci rimase alcuni anni. La sua eredità è ancora viva: l'ex allenatore Aldo Baio ed il veterano Mauro Bordone hanno avuto Parodi come primo allenatore.

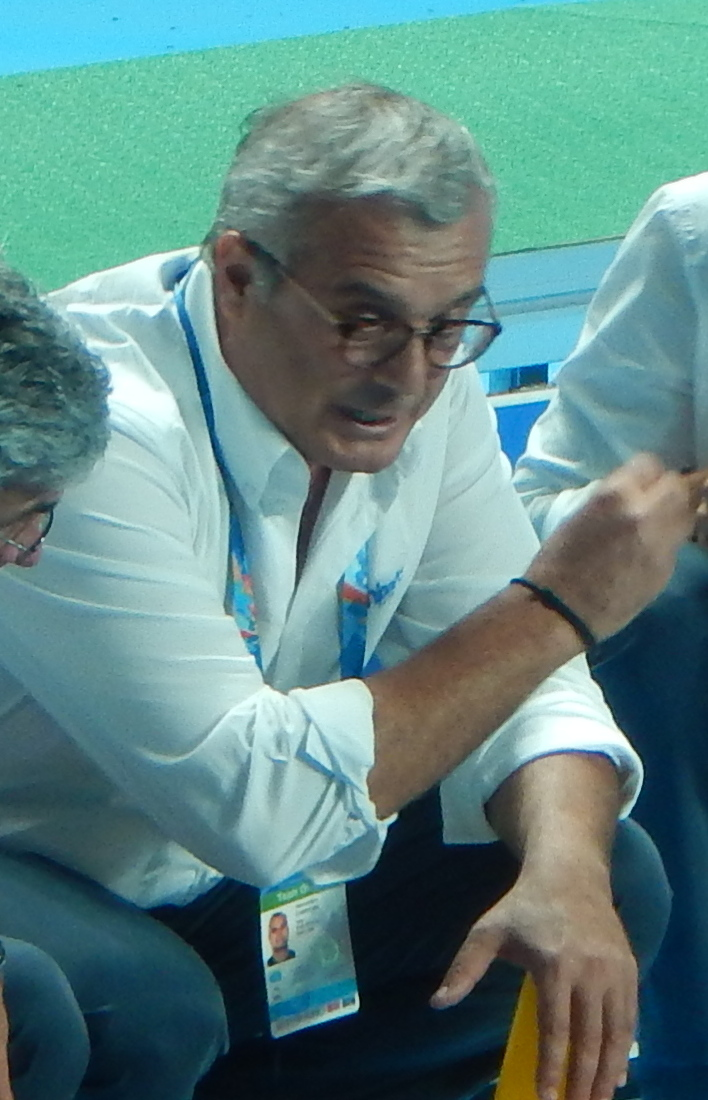
Sandro Campagna, tecnico della Nazionale di pallanuoto italiana cresciuto nel settore giovanile del CC Ortigia, con i biancoverdi ha militato dal 1980 al 1990.

Nella stagione 2012-2013 perde lo spareggio salvezza col Nervi retrocedendo di fatto in serie A2. Vi rimane 2 anni, perdendo per ben due volte lo spareggio promozione per accedere in massima serie, in ultimo con Trieste. Nella stagione 2015-2016 viene accolta la sua domanda di ripescaggio in virtù della mancata iscrizione del Como Nuoto tornando nuovamente in massima serie.
Il campionato 2015-2016 si preannuncia molto combattuto, e dopo un inizio disastroso in cui i biancoverdi ottengono un solo punto nelle prime sei gare, i ragazzi allenati da Luigi Leone prendono possesso delle proprie capacità andando a racimolare diversi punti seguite da ottime prestazioni di squadra, che le permettono di giocarsi la salvezza in Serie A1 (cosa assai ardua pronosticata ad inizio torneo). Al termine della stagione si classifica al dodicesimo posto, andando a disputare i play out salvezza. Nella prima sfida perde contro la Lazio col punteggio di 9-8, dovendo rinviare il capitolo salvezza alla prossima gara. Il 27 maggio 2016, sul campo neutro di Sori, batte per 10-9 la Florentia ottenendo la permanenza in massima serie.
Il 30 luglio 2016 viene ufficializzato e presentato alla stampa locale l'ingaggio del nuovo tecnico biancoverde per la stagione 2016-2017, il greco Giannis Giannouris, con esperienze importanti in campo internazionale. Inoltre la società annuncia di aver trovato l'accordo anche con il giocatore Massimo Giacoppo, fresco vincitore di scudetto con la squadra della Pro Recco.
Il 26 gennaio 2017 il tecnico greco lascia la guida tecnica biancoverde per motivi personali, gli subentra Luigi Leone che torna così ad allenare i biancoverdi a distanza di un anno.
Nell'ultima gara di campionato, i biancoverdi battono nello scontro diretto per evitare i play-out il Bogliasco per 14 a 5 centrando la salvezza diretta davanti a circa 1.000 spettatori presenti.
Nel 2017 la guida della squadra viene affidata all'esperto allenatore genovese Stefano Piccardo, reduce da 3 ottime stagioni con la Pallanuoto Trieste. Il sodalizio biancoverde nell'anno dei novant'anni dalla fondazione del club, punta decisamente a ben figurare, rafforzando l'organico con alcuni innesti di assoluto valore come Christian Napolitano (un ritorno per il centroboa aretuseo), il croato Marko Jelača (proveniente dalla Pallanuoto Sport Management), il serbo Boris Vapenski e l'olandese Robin Lindhout, mentre tra i riconfermati spicca Giacomo Casasola, entrato in orbita della Nazionale. Gli aretusei fin dalle prime battute del campionato dimostrano di potersi battere con chiunque, raggiungendo a fine campionato un sorprendente quarto posto, che gli permette di qualificarsi alla Final Six da disputare a Siracusa nella piscina Paolo Caldarella dal 25 al 27 Maggio 2018. Nella prima gara valevole per i quarti di finale, i biancoverdi si impongono contro il Savona per 9-4 raggiungendo una semifinale storica (mancava dalla stagione 1984-1985). In semifinale il cammino dei biancoverdi si interrompe contro i campioni in carica della Pro Recco, subendo una sconfitta pesante per 16-3. Nella finale per il terzo e quarto posto, valevole per la qualificazione ai preliminari di Champions League, all'Ortigia non riesce l'impresa, pareggiando contro lo Sport Management per 9-9, ma perdendo la lotteria dei rigori 13-14, ottenendo comunque la qualificazione per l'Euro Cup

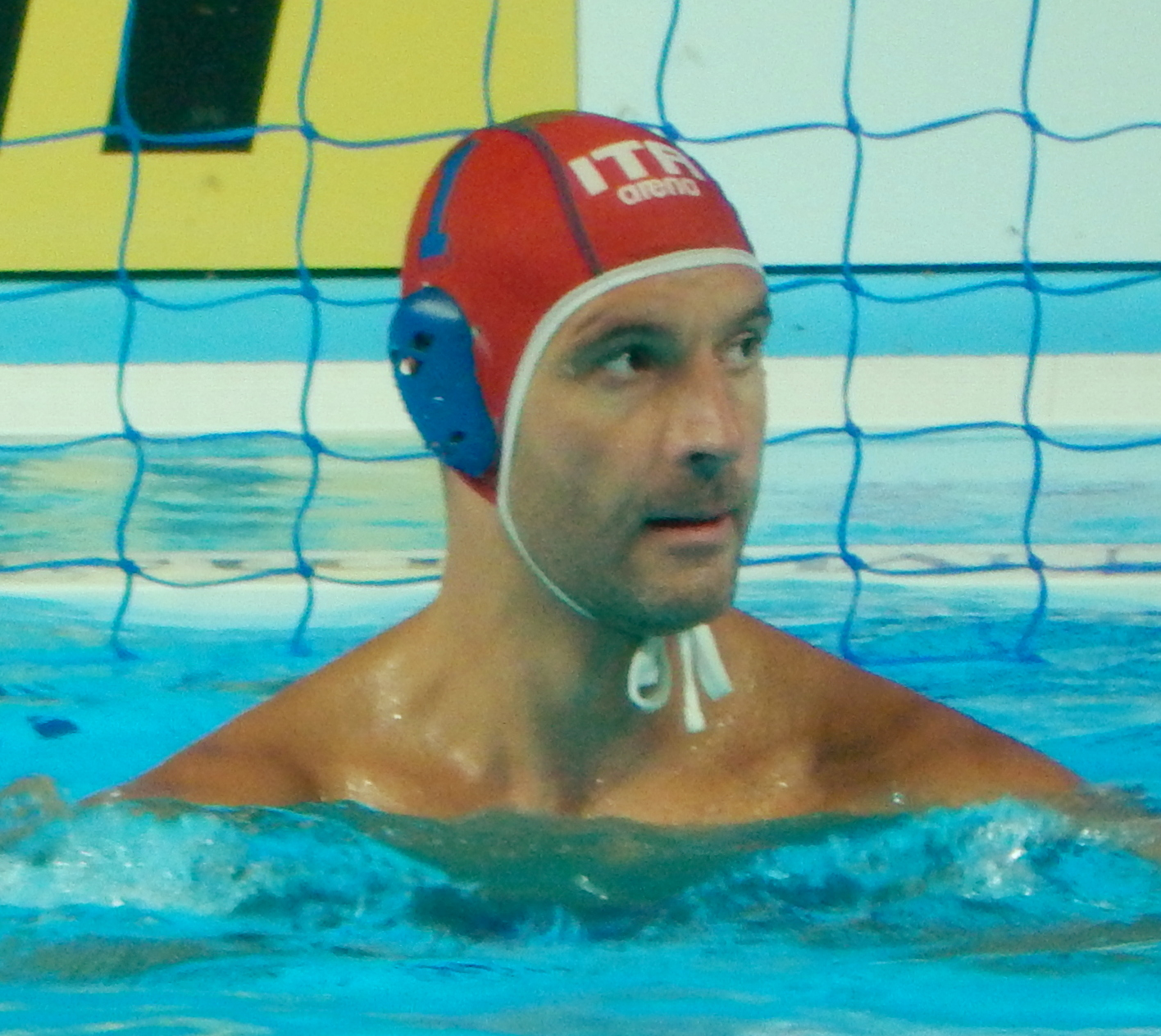
Stefano Tempesti icona della pallanuoto con più di 300 presenze in Nazionale, approda in biancoverde nella stagione 2019-2020

L'anno successivo, i biancoverdi si confermano tra i club maggiormente in crescita, arrivando a disputare le semifinali sia di Coppa Italia che di Euro Cup. In questa competizione, dopo essersi qualificata ai quarti di finale vincendo il proprio girone contro i serbi del Vaterpolo klub Nais ed i greci dello Ydraikos Nautikos Omilos, e successivamente accedendo ai quarti di finale arrivando secondo nel suo girone, battendo dapprima gli spagnoli del Club Natació Barcelona per 9-6 e poi i croati del Vaterpolski klub Mornar per 10-9, dovranno arrendersi in semifinale ai più quotati avversari del Cercle des Nageurs de Marseille, che dopo essersi imposti tra le mura amiche per 7-4, andranno a vincere in Sicilia (sul neutro di Catania) per 4-10, prima di aggiudicarsi il trofeo. In campionato, i biancoverdi si confermano solida realtà nel panorama nazionale, classificandosi al quinto posto raggiungendo l'obiettivo play-off scudetto.
Nella stagione 2019-2020, i biancoverdi iniziano la campagna acquisti subito con due innesti sostanziali, quali Stefano Tempesti (più di trecento presenze in Nazionale) e Valentino Gallo, siracusano di nascita che torna, dopo alcune parentesi importanti al Posillipo, Sport Management e AN Brescia, ad indossare la calottina biancoverde.
L'annata sportiva è tra le più soddisfacenti dell'intera storia del Circolo. Terzo in campionato, finalista di Euro Cup e semifinalista di Coppa Italia, i ragazzi di Stefano Piccardo devono fermasi solamente dinnanzi ad una grave crisi epidemiologica mondiale, il Coronavirus. Difatti, ai gravi eventi drammatici che hanno colpito l’Italia così come tutto il resto del mondo, la Federazione intraprende misure drastiche eccezionali, dichiarando in anticipo la chiusura di tutti i campionati, interrompendo le fasi finali, e annullando tutti i verdetti. Stessa identica decisione viene presa relativamente alle competizione europee, negando la gioia al club di poter vincere la finale, già conquistata di Euro Cup. Nella successiva stagione 2020-21, giunto quinto in classifica, l'Ortigia subisce già nella seconda fase l'eliminazione dai play-off per il 5º posto, nonché dalla semifinale di Coppa Italia, mentre in ambito europeo non va oltre il secondo turno di Champions League. 

#### Champions League
La stagione 2020-2021 si apre con l’inserimento per la prima volta in assoluto dell’Ortigia ai preliminari di Champions. Inserita nel raggruppamento A, per l’occasione disputato alla piscina Paolo Caldarella di Siracusa, conquista con una giornata di anticipo la finale che vale i preliminari, ottenendo tre vittorie su tre gare disputate. In ordine battuti lo Steaua Bucarest (9-3), i croati dello Jadran Spalato (11-7) ed infine i catalani del CN Barcellona (5-3).
In finale i ragazzi allenati da Stefano Piccardo battono i croati del Mladost Zagabria per 9-8 centrando la qualificazione ai gironi élite di Champions League.
Con questo storico traguardo, il Circolo Canottieri Ortigia si piazza tra le prime 12 squadre d’Europa, centrando uno storico risultato non soltanto per la storia del club aretuseo, ma anche della pallanuoto maschile siciliana.
Biancoverdi inseriti nel gruppo A insieme alla Pro Recco, il Marsiglia, lo Spandau 04, l’Olympiakos e lo Jug Dubrovnik.

#### Storia recente
Nel campionato 2021-22, ottiene ancora il quinto posto che gli permette nuovamente di disputare i play-off per il 5º posto, superando nell'ordine il Quinto vincendo due delle tre gare (a Genova per 13-7 e a Siracusa per 6-5), e il Telimar Palermo vincendo anch'essi due dei tre incontri, 8-6 all'olimpionica di Palermo e nel terzo e decisivo derby del 28 maggio 2022 alla Paolo Caldarella per 10-6, assicurandosi così il quinto posto valevole la nuova qualificazione all'Euro Cup, anche se non direttamente perché i biancoverdi hanno disputato anche in questo caso il turno preliminare. Essi si sono svolti alla Caldarella dal 14 al 16 ottobre contro il Ydraikos (vittoria dell'Ortigia per 22-10), il Partizan Belgrado (vittoria sempre dell'Ortigia per 14-7), gli ungheresi dello Szolnoki Doztsa (battuti 11-9), e i francesi del Pays D'Aix Natation, anch'essi sconfitti per 12-5, con i biancoverdi che hanno concluso a punteggio pieno (12 punti) nel proprio girone (B) ottenendo così la qualificazione al secondo turno di Euro Cup dove ha avuto la meglio sulla Steaua Bucarest (vincendo per 10-8 a Bucarest), passando così agli ottavi di finale in cui ha incontrato la Rari Nantes Savona il 30 novembre a Savona, perdendo 7-2, e il 14 dicembre sul neutro della piscina di Nesima di Catania per l'indisponibilità della Caldarella, vincendo 13-9 ma venendo eliminato dall'Euro Cup tra le polemiche. Il 20 maggio 2023 vince la doppia finale 3º-4º posto contro il Telimar (16-9 alla Caldarella, 14-6 all'olimpionica) ottenendo così la qualificazione al turno preliminare della prossima Champions League. Il sorteggio, effettuato il 10 agosto a Manisa, ha inserito l'Ortigia nel girone con i greci dell'Vouliagmeni, con i croati del Primorje Erste Bank, e con i rumeni dell'Oradea; ed è proprio in casa di questi ultimi che i biancoverdi sono scesi in vasca dall'8 al 10 settembre vincendo per 14-7, non riuscendo a passare il turno preliminare di Champions League nonostante le due vittorie su tre (oltre che con l'Oradea, i biancoverdi avevano vinto anche contro il Primorje per 16-14, mentre l'unica sconfitta è arrivata per mano del Vouliagmeni per 12-8) retrocedendo come testa di serie in Euro Cup, nel cui girone (A) ha affrontato dal 22 al 24 settembre i serbi del Sabac e del Valis, i francesi del Noisy-Le Sec, e i rumeni della Dinamo Bucarest. Il bilancio finale è di due vittorie (13-10 contro la Dinamo Bucarest, 16-11 contro il Noisy-Le Sec) e di una sconfitta (11-9 contro il Sabac), valevole la qualificazione al secondo turno dell'Euro Cup, in cui l'Ortigia ha affrontato, in un girone all'italiana con incontri di andata e ritorno (dal 7 ottobre al 9 dicembre), il Trieste, i greci del Panionios e i montenegrini del Primorac. Il 9 dicembre i biancoverdi compiono l'impresa di qualificarsi agli ottavi di finale grazie al secondo posto ottenuto dopo la vittoria a Kotor contro il Primorac per 18-12, in cui hanno giocato contro lo Spandau Berlin l'8 marzo a Berlino (8-8) e il 23 marzo sul neutro dell'Acquamore Bocconi di Milano (14-12 per i tedeschi), uscendo così dall'Euro Cup ma restando in corsa in campionato nella poule scudetto fino alla semifinale contro la Pro Recco (12-5 a Recco, 18-11 a Siracusa). 
Nell'agosto 2024, a causa della rinuncia dei campioni d'Italia della Pro Recco alla LEN Champions League 2024-25, l'Ortigia ha ricevuto ed accolto la richiesta dell'European Acquatics di partecipare alla massima competizione europea in sostituzione della squadra ligure, in virtù del quarto posto ottenuto nel campionato precedente, partendo dal turno di qualificazione. Il 13 agosto il sorteggio l'ha inserita nel girone D insieme ai catalani del Sabadell, al Pays D'Aix e al Sabac, entrambi già affrontatI dai biancoverdi rispettivamente in Euro Cup e in Champions League. Le gare si sono disputate dal 13 al 15 settembre a Sabadell, venendo sconfitti ed eliminati proprio dai padroni di casa.  Poco male, perché successivamente l'Ortigia viene inserita nel girone G di Euro Cup insieme ai greci del Paok Salonicco, ai tedeschi del Duisburg e agli sloveni del NK Triglav Kranj. Le gare hanno avuto luogo proprio a Kranj dal 27 al 29 settembre, e l'Ortigia le ha vinte tutte e tre (15-13 contro il Paok, 13-4 contro il Triglav, 22-12 contro il Duisburg), chiudendo il proprio girone al primo posto e conquistando così la qualificazione al turno successivo, venendo inserita nel girone B di Euro Cup con gli ungheresi del Manna ABC e nuovamente con i greci del Vouliagmeni e del Panionios. Le partite si sono giocate in andata e ritorno dal 10 ottobre al 5 dicembre 2024. L'Ortigia, con la vittoria sul Panionios per 14-11 e con il secondo posto e 12 punti, si qualifica agli ottavi di finale di Euro Cup, dove ha incontrato nuovamente il Sabadell in doppia sfida di andata e ritorno  il 25 gennaio alla Caldarella (vittoria dei catalani per 13-10) e il 6 febbraio 2025 in Catalogna, con la nuova vittoria del Sabadell (13-7) che ha così eliminato gli aretusei dall'Euro Cup. Oltre al campionato, ai biancoverdi rimane la final eight di coppa Italia, in programma dal 14 al 16 marzo alla piscina Felice Scandone di Napoli, in cui incontreranno la Pro Recco il 14 marzo alle 18:30.

### Femminile
Il movimento femminile si sviluppa nei primi anni 2000, in cui dopo aver fatto il suo esordio in A1 nella stagione 2001-02, ottiene ottimi risultati, primeggiando con costanza fra le prime quattro posizioni, partecipando di fatto ai play off per lo scudetto.
Nel 2002-03 ottiene la sua migliore posizione classificandosi al secondo posto al termine della stagione, approdando alla finale scudetto, poi persa, contro le etnee dell'Orizzonte Catania che in quel periodo primeggiavano a suon di record sia in campo nazionale che internazionale. Alle ragazze biancoverdi riuscì l'impresa di pareggiare dentro casa per 7-7 riuscendo ad interrompere la striscia di vittorie consecutive fatte dalle rossoazzurre.
Negli anni a seguire sono arrivate le vittorie in Coppa LEN nel 2004 e 2005. Dopo aver ceduto qualche pezzo pregiato, il club ha deciso di puntare molto sul settore giovanile, ma non avendo inizialmente un buon riscontro è incappato in due retrocessioni consecutive che l'hanno relegato in serie B.
Nella stagione 2014-2015 sotto la guida di Valentina Ayale ottiene un'inaspettata promozione in A2 con un manipolo di giovanissime giocatrici.
Il 2015-2016 segna il ritorno in Serie A2 a distanza di due anni, con obiettivo primario la valorizzazione delle giovani giocatrici e il mantenimento della categoria tramite una salvezza tranquilla. Dopo un avvio difficile, riesce in extremis a uscire dalla zona play out conquistando la salvezza matematica il 9 maggio 2016 nel penultimo turno di campionato, battendo nello scontro diretto le avversarie dello Sporting Club Flegreo col punteggio finale di 9 a 8, classificandosi al termine della stagione al 5º posto.
La stagione 2016-17 per l'Ortigia parte con l'intento di migliorare la precedente posizione di classifica. Così, dopo un avvio entusiasmante che vede primeggiare le biancoverdi tra le primissime posizioni, si comincia a realizzare l'idea di raggiungere un piazzamento play-off. Nel girone di ritorno, una flessione in termini di risultati della squadra ridimensiona i sogni promozione, concludendo la stagione al quinto posto, consolidando il gruppo di giovani atlete.
L'anno successivo riparte dalla Serie B, ottenendo un buon terzo posto. A distanza di un solo anno, il club decide di presentare in vasca il solo settore giovanile, rinunciando ad iscrivere al campionato la prima squadra.

## Colori e simbolo
La tradizionale casacca del CC Ortigia è caratterizzata dai colori bianco e verde. 
Il simbolo del club è un salvagente con su scritto il nome C.C. Ortigia Siracusa, con al centro una bandiera biancoverde, colore rappresentativo del sodalizio aretuseo. All'interno dei due colori, vi sono un'ancora ed una stella marina.

## Strutture

### Piscina
Intitolata all'omonimo pallanuotista sportivo siracusano e della Nazionale Italiana tragicamente scomparso nel 1993 in un incidente stradale. I lavori d'inizio, che prevedevano la costruzione di una Cittadella dello Sport con Piscina olimpionica, pista di pattinaggio a rotelle, campi da tennis, calcio a 5, pallavolo, basket, ed un'area adibita alle sedi dei club e ad un'area di ristorazione, furono avviati dal comune di Siracusa il 14 luglio 1964. 
L'impianto è dotato di una piscina olimpionica su cui si affacciano da un lato una tribuna centrale scoperta per una capienza totale di circa 1.300 posti. Sugli altri lati sono posti un tabellone segnapunti (che riporta formazioni, risultato ed il tempo di gioco) ed una gigantografia dedicata all'indimenticato Paolo Caldarella.
Da sempre la struttura ha una certa rilevanza in ambito nazionale ed internazionale. Il pubblico numeroso, e il clima favorevole, permettono alla città di Siracusa di essere selezionata per lo svolgimento di alcune competizioni. Si ricordano il Trofeo Syracusae e la 8 Nazioni, in cui le migliori 8 nazioni al mondo si sfidavano in un torneo organizzato appunto a Siracusa. Dal 2011 l'evento ospita le migliori 6.

## Società

### Organigramma societario
Di seguito l'organigramma tratto dal sito internet ufficiale della società.
- Martino Abela - Presidente
- Giuseppe Marotta - Presidente onorario
- Vincenzo Raimondi - Vice Presidente Vicario
- Marco Vancheri -  Vice Presidente e Segretario
- Barbara Bufardeci - Consiglieri
- Marcello Marotta - Consiglieri
- Alberto Calore - Consiglieri
- Massimiliano Perna - Resp. comunicazione e stampa
- Marco Mattia Conti - Resp. settore nuoto
- Andrea Parisini - Resp. settore master
- Luigi Di Luciano - Resp. settore pallanuoto

### Sponsor
Di seguito l'elenco dei fornitori tecnici e degli sponsor ufficiali del CC Ortigia.
- 1928-2014 ?
- 2014-2017 Turbo
- 2017-2019 EP
- 2019-oggi Bpersonal

- 1928-2002 ?
- 2002-2015 IGM Ambiente
- 2015-2017 IGM Ambiente/DAM
- 2017-oggi IGM Ambiente/DAM/SI.RI.

## Il CC Ortigia nella cultura di massa
Il CC Ortigia utilizza vari canali ufficiali per distribuire le notizie: su Facebook (Circolo Canottieri Ortigia), Twitter (@ccortigia) e Instagram (@c.c.ortigia).

## Allenatori e presidenti

### Allenatori

Josep Brasco, allenatore dal 1987 al 1989.

Di seguito la cronologia degli allenatori che si sono susseguiti negli anni.
- 1945-1950  Antonino Bongiovanni
- 1950-1958  Concetto Lo Bello
- 1958-1962  Mitjan Bonacic
- 1962-1970  ...
- 1971-1977  Romolo Parodi
- 1977-1978  Gianni Lonzi
- 1978-1984  Romolo Parodi
- 1980-1984  Tore Albo
- 1984-1987  Romolo Parodi
 Lemeny
- 1987-1989  Josep Brasco
- 1989-1990  Zoltán Kásás
 Sebastiano Di Caro
- 1990-1994  Romolo Parodi
- 1994-1997  Sebastiano Di Caro
- 1997-2001  Bruno Cufino
- 2001-2003  Giuseppe Porzio
- 2003-2004  Enzo D'Angelo
- 2004-2006  Aldo Baio
- 2006-2008  William Salomoni
- 2009-2010  Luigi Leone
- 2010-2013  Aldo Baio
- 2013-2016  Luigi Leone
- 2016-2017  Giannis Giannouris
 Luigi Leone
- 2017-oggi  Stefano Piccardo

- 1995-2004  Luigi Leone
- 2004-2007  Sebastiano Di Caro
- 2007-2009  Luigi Leone
- 2009-2010  Giovanni Puliafito
- 2010-2012  Luigi Leone
- 2012-2014  Salvatore Tranchina
- 2014-2017  Valentina Ayale
- 2017-2018  Luigi Leone
- 2020-2021  Francesco Di Rosa

- 2019-2023  Luigi Leone
- 2023-  Zoltan Fazekas

### Presidenti
Di seguito la cronologia degli allenatori che si sono susseguiti negli anni.
- 1928-1930  Alberto Scarselli
- 1930-1939  Francesco Abela
- 1940-1946  gestioni commissariali
- 1947-1951  Bartolomeo Cannizzo
- 1951-1955  Giuseppe Gallo
- 1955-1976  Concetto Lo Bello
- 1976-1979  Raffaele Caracciolo
- 1979-1981  Alfredo Risita
- 1981-1986  Enzo Genovese
- 1986-1987  Aldo Vancheri
- 1987-1997  Angelo Bellucci
- 1997-2012  Giuseppe Marotta
- 2012-2022  Valerio Vancheri
- 2022-oggi  Roberta Marotta

## Pallanuotisti celebri

### Maschile
- Sandro Campagna

 Oro olimpico: 1 (Barcellona 1992)
- Paolo Caldarella

 Oro olimpico: 1 (Barcellona 1992)
 (Atene 1993)
 (Sheffield 1993)
 (Latakia 1987)
 (Rossiglione 1993)
- Valentino Gallo

 (Bangkok 2007)
 (Pescara 2009)
 (Zagabria 2010)
 (Firenze 2011)
 (Shanghai 2011)
 (Londra 2012)
 (Almaty 2012)
 (Budapest 2014)
 (Rio 2016)
- Christian Napolitano

### Femminile
- Anikó Pelle

 (Sydney 1995)
 (Fukuoka 2001)
 (Budapest 2001)
 (Perth 2002)
 (Lubiana 2003)
 (Montréal 2005)
 (Malaga 2008)
- Eleonora Gay

 Coppe LEN: 2
 (Perth 1998)
 (Winnipeg 1999)
- Alice Giancristofaro
- Marta Colaiocco

 (Tianjin 2011)
 Coppe LEN: 1

### Pallanuotisti stranieri (maschile)
Di seguito l'elenco dei pallanuotisti stranieri che si sono susseguiti negli anni:
- 1984-1985  Gábor Csapó
- 1986-1987  Attila Sudár
- 1988-1989  Craig Wilson
- 1990-1991  Vlad Hagiu
 Evgeny Sharonov
- 1991-1992  Vlad Hagiu
 Marinkovic
- 1992-1993  Vlad Hagiu
 Aleksandr Kolotov
- 1993-1994  Vlad Hagiu
- 1994-1995  Vlad Hagiu
- 1995-1996  Vlad Hagiu
 Vladimir Markovic
- 1996-1997  Zoltan Fazekas
 Kostantinov
- 1997-1998  Deni Lušić
 Alexandar Patchaliev
- 1998-1999  Ratko Štritof
- 2001-2002  Predrag Zimonjić
- 2002-2003  Branko Peković
 Predrag Zimonjić
- 2003-2004  Predrag Zimonjić
- 2004-2005  Živko Gocić
 Predrag Zimonjić
- 2005-2006  Predrag Zimonjić
- 2006-2007  Predrag Zimonjić
- 2007-2008  Predrag Zimonjić
 Deni Zovko
- 2008-2009  Predrag Zimonjić
 Deni Zovko
- 2009-2010  Predrag Zimonjić
 Deni Zovko
- 2010-2011  Teo Đogaš
 Deni Zovko
 Predrag Zimonjić
- 2011-2012  Bogdan Rath
 Teo Đogaš
 Predrag Zimonjić
- 2012-2013  Gábor Suti 
 Justin Boyd
- 2013-2014  Rene Bezic
- 2014-2015  Damjan Danilović
- 2015-2016  Blagoje Ivović
 Steven Camilleri
 Damjan Danilović
- 2016-2017  Blagoje Ivović
 Steven Camilleri
 Damjan Danilović
- 2017-2018  Robin Lindhout
 Boris Vapenski
 Marko Jelača
- 2018-2019  Boris Vapenski
 Marko Jelača
 Albert Español
 Matthew Farmer
- 2019-2020  Stefan Vidović
- 2020-2021  Stefan Vidović
- 2021-2022  Stefan Vidović
 Filip Klikovac
- 2022-2023  Stefan Vidović
 Javier Gorria Puga
 Petar Velkić
- 2023-2024  Yusuke Inaba
 Andria Bitadze
 Luca Cupido
- 2024-2025  Giorgos Kalaitzis
 Yusuke Inaba
 Andria Bitadze

### Pallanuotiste straniere (femminile)
Di seguito l'elenco dei pallanuotiste straniere che si sono susseguiti negli anni:
- 2000-2001  Edith Sipos
- 2001-2002  Edith Sipos
- 2002-2003  Anne Down
- 2003-2004  Rosa Aleeva
- 2004-2005  Rosa Aleeva
- 2005-2006  Krystina Alogbo 
 Cora Campbell
- 2007-2008  Anikó Pelle
 Johanne Begin
- 2008-2009  Anikó Pelle
 Johanne Begin
- 2009-2010  Anikó Pelle
 Johanne Begin
- 2010-2011  Anikó Pelle
 Agnes Valkai
 Johanne Begin
- 2011-2012  Anikó Pelle
- 2016-2017  Kendra Navarro 
 Maria Gabriela Prestes Vencigueri

## Riconoscimenti
- Sandro Campagna

Nel maggio 2015, una targa dedicata ad Sandro Campagna viene inserita nella Walk of Fame dello sport italiano a Roma, riservata agli ex-atleti italiani che si sono distinti in campo internazionale.

### Hall of Fame
Nel dicembre 2018 Sandro Campagna entra a far parte dell'International Swimming Hall of Fame come atleta prima e allenatore dopo tra i più vincenti di sempre

### Walk of Fame
Il 19 giugno 2020 il Circolo Canottieri Ortigia, con in testa il suo presidente Valerio Vancheri, realizza all'esterno della Cittadella dello Sport, casa dell'Ortigia, il Walk of fame, collocandovi numerose targhe celebrative in onore degli sportivi siracusani che più si sono distinti nel tempo, a livello internazionale nelle varie discipline.

## Palmarès

### Competizioni nazionali
Maschile
- Serie A2 : 2

1998-99, 2009-10
- Serie B : 1

1979-80
- Serie C : 1

1973-74
Femminile
- Serie A2 : 1

2000-01
- Serie B : 2

1997-98, 2014-15

### Competizioni internazionali
Maschile
- Coppe Comen: 2

2000, 2001
Femminile
- Coppe LEN: 2

2004, 2005

### Trofei giovanili
- Campionato italiano Juniores: 2

2021, 2022
- Campionato italiano Juniores B: 2

1973, 1974

## Onorificenze
- 1979  Stella d'oro al merito sportivo

## Statistiche e record

### Partecipazione ai campionati

#### Maschile
| Livello | Categoria | Partecipazioni | Debutto   | Ultima stagione | Totale |
| ------- | --------- | -------------- | --------- | --------------- | ------ |
| 1º      | Serie A   | 4              | 1981      | 1983-1984       | 38     |
| 1º      | Serie A1  | 34             | 1984-1985 | 2023-2024       | 38     |
| 2º      | Serie B   | 6              | 1974-1975 | 1979-1980       | 12     |
| 2º      | Serie A2  | 6              | 1998-1999 | 2014-2015       | 12     |
| 3º      | Serie C   | 25             | 1949      | 1974            | 25     |

#### Femminile
| Livello | Categoria | Partecipazioni | Debutto   | Ultima stagione | Totale |
| ------- | --------- | -------------- | --------- | --------------- | ------ |
| 1º      | Serie A1  | 12             | 2001-2002 | 2012-2013       | 12     |
| 2º      | Serie A2  | 6              | 1998-1999 | 2016-2017       | 6      |
| 3º      | Serie B   | 8              | 1995-1996 | 2020-2021       | 8      |

#### Ortigia Academy
| Livello | Categoria | Partecipazioni | Debutto   | Ultima stagione | Totale |
| ------- | --------- | -------------- | --------- | --------------- | ------ |
| 2º      | Serie A2  | 1              | 2025-2026 | 2025-2026       | 1      |
| 3º      | Serie B   | 4              | 2021-2022 | 2024-2025       | 4      |
| 4º      | Serie C   | 2              | 2019-2020 | 2020-2021       | 2      |

### Partecipazione alle coppe internazionali
| Competizione     | Partecipazioni | Debutto   | Ultima stagione | Totale |
| ---------------- | -------------- | --------- | --------------- | ------ |
| Champions League | 2              | 2020-2021 | 2023-2024       | 2      |
| Euro Cup         | 6              | 2018-2019 | 2024-2025       | 6      |
| Coppa COMEN      | 2              | 1999-2000 | 2000-2001       | 2      |
| Coppa LEN        | 6              | 2002-2003 | 2009-2010       | 6      |

### Statistiche di squadra
Il Circolo Canottieri Ortigia viene classificato, considerando il numero per partecipazioni a campionati di massima serie, la prima squadra di pallanuoto esistente nel panorama isolano, a seguire Nuoto Catania e Telimar Palermo. 
Nel 2020 il Circolo Canottieri Ortigia è in assoluto il primo club siciliano a partecipare ai gironi di Champions League, piazzandosi tra le prime 12 squadre più forti d’Europa.
Il derby fra CC Ortigia e Nuoto Catania, per antonomasia il derby di Sicilia, costituisce la maggiore rivalità pallanuotistica della Sicilia. I biancoverdi ed i rossazzurri sono infatti i due club siciliani col maggior numero di partecipazioni al campionato di Serie A1. Le due città si sono sfidate complessivamente 51 volte (la prima volta nel massimo campionato Serie A1 1991-1992).
Altro derby sentito è quello fra CC Ortigia e Telimar Palermo. Le due città si sono sfidate complessivamente 38 volte (la prima volta nel massimo campionato Serie A1 2000-2001.

## Organico

### Rosa maschile
Rosa aggiornata al 4 luglio 2025
| N° |                   | Ruolo | Giocatore             |
| -- | ----------------- | ----- | --------------------- |
|    | Italia (bandiera) | P     | Stefano Tempesti      |
|    | Italia (bandiera) | P     | Domenico Ruggiero     |
|    | Italia (bandiera) | D     | Lorenzo Giribaldi     |
|    | Italia (bandiera) | D     | Giacomo Monaco        |
|    | Italia (bandiera) | D     | Dario Polizzi         |
|    | Italia (bandiera) | A     | Sebastiano Di Luciano |
|    | Italia (bandiera) | A     | Francesco Scordo      |

| N° |                    | Ruolo | Giocatore         |
| -- | ------------------ | ----- | ----------------- |
|    | Italia (bandiera)  | A     | Bruno Bordone     |
|    | Italia (bandiera)  | A     | Angelo Sicali     |
|    | Italia (bandiera)  | A     | Samuele Nesti     |
|    | Georgia (bandiera) | CB    | Andria Bitadze    |
|    | Italia (bandiera)  | CB    | Giuseppe Midolo   |
|    | Italia (bandiera)  | CB    | Giorgio Marangolo |
|    | Italia (bandiera)  |       | Giglio Rossi      |

#### Staff tecnico
| Allenatore: | Stefano Piccardo |